# Родийдицирконий
Родийдицирконий — бинарное неорганическое соединение
родия и циркония
с формулой Zr2Rh,
кристаллы.

## Получение
- Сплавление стехиометрических количеств чистых веществ:

{\displaystyle {\mathsf {Rh+2Zr\ {\xrightarrow {1175^{o}C}}\ Zr_{2}Rh}}}

## Физические свойства
Родийдицирконий образует кристаллы 
тетрагональной сингонии,
пространственная группа I 4/mcm,
параметры ячейки a = 0,64937 нм, c = 0,56058 нм, Z = 4,
структура типа диалюминиймеди Al2Cu
.
Соединение образуется по перитектической реакции при температуре 1175°C  (1170°C ).